# 二岡坪
二岡坪，原寫為二崗坪，是臺灣苗栗縣頭屋鄉的一個傳統地域名稱，位於該鄉西南部。相較於今日行政區，其範圍大致包括飛鳳村、曲洞村。

## 歷史
台灣清治末期至日治初期，二岡坪地區為一街庄，稱為「二崗坪庄」，隸屬於苗栗一堡。該庄北與崁頭屋庄為鄰，東北及東與枋藔坑庄為鄰，南邊為北河庄，西邊南段為尖山庄，西邊北段隔後龍溪與芒埔庄、嘉盛庄為界。
1901年（日治明治三十四年）11月，全台廢縣廳改設二十廳，該庄隸屬於苗栗廳。1909年（明治四十二年）10月，合併二十廳為十二廳，該庄改隸屬於新竹廳。1920年（大正九年），廢十二廳改設五州二廳，該庄改制並雅化為「二岡坪」大字，隸屬於新竹州苗栗郡頭屋庄。
戰後頭屋庄改制為頭屋鄉，隸屬於新竹縣，大字亦改制為村。1950年桃、竹、苗分治，頭屋鄉改隸屬於苗栗縣。

## 聚落
本地區發展較早的聚落有二崗坪、南坑、石盤、天花湖、石狹（石峽）、四方石等，在日治期初期的官方地圖上已有記載。此外，本地區尚有曲洞社區、沙河、雙合水、船子岡、曲洞、上坪、畚箕窩、牽牛坑、長崎下、大南坑、深水、石觀音等聚落。

## 交通
國道1號又稱「中山高速公路」，是台灣西部兩條縱向高速公路之一，大致以東北－西南走向轉北北東－南南西走向經過本地區西部。境內未設交流道，北側最近的是省道台13線交會口的頭屋交流道，南側最近的是省道台6線交會口的苗栗交流道，由此等進入可快速前往國道1號沿線各地。
省道台72線是「東西向快速公路－後龍汶水線」，俗稱「後汶快速公路」，大致以北北東－南南西走向經過本地區西部後龍溪沿岸地帶。境內西側鄉道苗27-1線交會口設有頭屋二交流道，向北轉西北可前往後龍並止於省道台1線路口，向南可前往公館、汶水並止於省道台3線路口。
鄉道苗25線是頭屋至福基的道路，在本地區路段大致與國道1號、省道台72線平行而位居兩者之間。由該道路向北北東可前往頭屋市區並止於省道台13線，向南南西可前往尖山、鶴子岡、內五穀岡、麻齊寮、五穀岡、中小義、關爺埔、福基並止於省道台6線路口。